# オリーヴ・キタリッジ
『オリーヴ・キタリッジ』（原題: Olive Kitteridge）は、2014年に放送されたアメリカ合衆国のリミテッド・ドラマシリーズ。

## 概要
メイン州の小さな港町を舞台とし、率直だが気難しく辛辣な数学教師の女性オリーヴ・キタリッジと夫ヘンリーの中年から老年への25年間の人生を描く。
原作はエリザベス・ストラウトの『オリーヴ・キタリッジの生活』、監督はリサ・チョロデンコ、出演はフランシス・マクドーマンド、リチャード・ジェンキンス、ゾーイ・カザンなど。全4話のリミテッド・シリーズで、2014年11月にHBOで放送された。日本語版はストリーミングサービスなどで配信されている。
番組は批評家から絶賛され、第67回プライムタイム・エミー賞ではその年最多となる主要6部門を受賞した。

## 登場人物

### キャスト
- オリーヴ・キタリッジ
  - 演 - フランシス・マクドーマンド
  - 中学の数学教師。人当たりのよいヘンリーとは違い、オリーヴは夫や息子クリストファーを含むすべての人に対し、厳しい物言いをし、決してほめることがない。

- ヘンリー・キタリッジ
  - 演 - リチャード・ジェンキンス
  - オリーヴの夫。薬局店主。

- デニース
  - 演 - ゾーイ・カザン
  - 薬局の店員。

- レイチェル
  - 演 - ローズマリー・デウィット
  - オリーヴの知人で双極性障害を患う。ケヴィンの母親。

- アンジェラ
  - 演 - マーサ・ウェインライト
  - ラウンジのピアノ弾きで歌手。

- クリストファー・キタリッジ
  - 演 - ジョン・ギャラガー・Jr(大人)、ジョン・マレン(子供)
  - オリーヴとヘンリーの息子。

- ケヴィン
  - 演 - コーリー・マイケル・スミス(大人)、デヴィン・ドルイド（英語版）(子供)
  - クリストファーの級友。後に精神科医。

- ボニー
  - 演 - アン・ダウド
  - オリーヴの友人。

- ジェリー
  - 演 - ジェシー・プレモンス
  - 薬局の店員。デニースの二度目の夫。

- ジャック・ケニソン
  - 演 - ビル・マーレイ
  - 薬局の昔の客。

- ジム・オケーシー
  - 演 - ピーター・マラン
  - 中学の英語教師。オリーヴの同僚。

- パティ
  - 演 - レイチェル・ブロズナハン
  - クリストファーとケヴィンの級友。第２話で崖から落ちる。

- ヘンリー・ティボドー
  - 演 - ブラディ・コーベット
  - デニースの最初の夫。

- リンダ
  - 演 - メアリーアン・ウルバーノ
  - オリーヴの生徒の母親。

- スザンヌ
  - 演 - リビー・ウィンターズ
  - クリストファーの最初の妻。

- ジョイス
  - 演 - パトリシア・カレンバー（英語版）
  - スザンヌの母。

- アン
  - 演 - オードリー・マリー・アンダーソン
  - クリストファーの二度目の妻。

- ルイーズ
  - 演 - ドナ・ミッチェル
  - オリーヴの生徒ドイルの母親。

- ティボドー氏
  - 演 - フランク・L・リドリー（英語版）
  - ヘンリー・ティボドーの父。

## エピソード
| 通算 話数 | タイトル                                      | 監督               | 脚本          | 公開日        |
| --- | --------------------------------------------- | ------------------ | ------------- | ------------- |
| 1 | "パート１：薬局" "Part 1: Pharmacy"           | リサ・チョロデンコ | Jane Anderson | 2014年11月2日 |
| メイン州の港町に住む中学の数学教師オリーヴの夫ヘンリーは薬局を経営する。老店員を急死で失い、若いデニースを雇う。オリーヴは夫と息子のクリストファーを含むすべての人に厳しく接する。オリーヴは双極性障害を患う知人レイチェルの世話をする。その息子のケヴィンはオリーヴの息子クリストファーの級友である。ヘンリーはデニースの夫で同名のヘンリー、その友人のトニーとともに狩猟に出かけるが、トニーの誤射でデニースの夫のヘンリーが死んでしまう。ヘンリーは、ひどく落ち込み身の回りのこともままならないデニースの世話をかいがいしく焼く。店員のジェリーにデニースをデートに誘うよう頼む。オリーヴの同僚のオケーシーが交通事故で死ぬ。 |                                               |                    |               |               |
| 2 | "パート２：上げ潮" "Part 2: Incoming Tide"    | リサ・チョロデンコ | Jane Anderson | 2014年11月2日 |
| 数年後、ヘンリーは薬局をチェーンに売却し、クリストファーは町で足治療医をする。精神科医を目指しニューヨークで大学に通うケヴィンが久しぶりに町に戻る。オリーヴに再会し、最近流産した級友のパティが崖から海に落ちたところを救う。オリーヴはケヴィンを、クリストファーとスザンヌの結婚式の前夜のディナーに招き、家に泊める。オリーヴは、ケヴィンが自殺を考えていたことを見抜く。結婚しテキサスに住むデニースと俗物になったジュリーが、キタリッジ家を訪問する。結婚式では、オリーヴが義理の娘スザンヌ、その母ジョイスとフラワーガールにつらく当たる。                                                                                 |                                               |                    |               |               |
| 3 | "パート３：別の道" "Part 3: A Different Road" | リサ・チョロデンコ | Jane Anderson | 2014年11月3日 |
| カリフォルニア州に引っ越したクリストファーは離婚する。オリーヴとヘンリーは立ち寄った病院で強盗に遭遇し、強盗の目の前で二人は口論になる。ヘンリーは脳卒中を起こして体が不自由となり施設に入る。帰郷したクリストファーはオリーヴの辛辣さを責めて口論となる。ヘンリーと離れた寂しさに、オリーヴは自殺を考え始める。 |                                               |                    |               |               |
| 4 | "パート４：セキュリティ" "Part 4: Security"   | リサ・チョロデンコ | Jane Anderson | 2014年11月3日 |
| 4年後、二度目の妻アンが妊娠したクリストファーに呼ばれたオリーヴは、ニューヨークの息子の家を訪ねて初めてアンと連れ子たちに会う。オリーヴは息子と衝突し、すぐにメインに帰るが、ヘンリーは施設で亡くなっている。6か月後、妻を亡くし生きる気力を無くした薬局の昔の客ジャック・ケニソンと知り合い友人となる。アンから初孫の知らせが来る。愛犬が逝き自殺を考えるが思いとどまる。 |                                               |                    |               |               |